# Theatre of Magic
| Theatre of Magic | |
|                  | |
| Tillverkare      | Midway |
| System           | Williams WPC Security (WPC-S) |
| Designer         | Designer: John Popadiuk Programmerare: Jeff Johnson Artwork: Linda Deal (även känd som Doane) Mekanik: Jack Skalon och Ernie Pizarro Musik/Ljud: Dave Zabriskie. |
| Utgivet          | 28 mars 1995. |
| Sålda kopior     | 6 600 |

Theatre of Magic är ett flipperspel producerat av Midway (under namnet Bally). Temana i detta flipperspel är nöje och magi. Flipperspelet är av typen Solid State Electronic (SS). Noterbart innehåll på detta spel är 3 olika typer av multibolls, och möjligheten för kulan att levitera. Modellnumret på detta flipperspel är 50039.